# Ma’arrin al-Dżabal
Ma’arrin al-Dżabal (arab. معرين الجبل) – miejscowość w Syrii, w muhafazie Hama. W 2004 roku liczyła 3710 mieszkańców.